# Eokingdonella cyanecula
Eokingdonella cyanecula är en insektsart som beskrevs av Zheng, Z. och F-m. Shi 2009. Eokingdonella cyanecula ingår i släktet Eokingdonella och familjen gräshoppor. Inga underarter finns listade i Catalogue of Life.